# 基绍波什陶格
基绍波什陶格，是匈牙利费耶尔州所辖的一个村。总面积9.58平方公里，总人口1427，人口密度149.0人/平方公里（2011年1月1日）。